# Kína csúcskategóriás állomásainak listája
Ez a lista Kína csúcskategóriás vasútállomásait sorolja fel. Kínában összesen 52 csúcskategóriás állomás található.

## A lista
Az alábbi táblázat tartalmazza a csúcskategóriás állomásokat ábécé sorrendben a legfontosabb adatokkal együtt. A lista nem teljes!
| Név                             | Közigazgatási egység                | Tulajdonos    | Üzemeltető                    | Vasútvonal | Kép | Belső kép |
| ------------------------------- | ----------------------------------- | ------------- | ----------------------------- | --- | --- | --------- |
| Changchun railway station       | Kuancheng District                  | China Railway | China Railway Shenyang Group  | Peking–Harbin-vasútvonal Changchun-Tumen Railway Changchun–Baicheng Railway Changchun West Link Harbin-Changchun Spur Line Csangcsun–Huncsun nagysebességű vasútvonal                                                                      |     |           |
| Chengdu East railway station    | Chenghua District                   | China Railway | China Railway Chengdu Group   | Chengdu–Kunming railway Csengtu-Csungcsing nagysebességű vasútvonal Hszian–Csengtu nagysebességű vasútvonal Csengtu–Kujjang nagysebességű vasútvonal Suining–Chengdu railway                                                               |     |           |
| Csengcsou keleti vasútállomás   | Jinshui District                    |               | China Railway Zhengzhou Group | Peking–Kanton nagysebességű vasútvonal Eurasia Continental Bridge Passageway Zhengzhou-Kaifeng Intercity Railway Zhengzhou-Xinzheng Airport Intercity Railway                                                                              |     |           |
| Guiyang North railway station   | Guanshanhu District                 |               | China Railway Chengdu Group   | Sanghaj–Kunming nagysebességű vasútvonal Kujjang-Kanton nagysebességű vasútvonal Chongqing–Guiyang railway Guiyang–Kaiyang Intercity Railway                                                                                               |     |           |
| Harbin vasútállomás             | Daoli District                      | China Railway | China Railway Harbin Group    | Peking–Harbin-vasútvonal Harbin–Manzhouli railway Harbin–Suifenhe Railway Lafa–Harbin Railway Harbin–Talien nagysebességű vasútvonal Harbin–Qiqihar intercity railway Harbin–Mudanjiang intercity railway Harbin–Jiamusi intercity railway |     |           |
| Jiamusi Railway Station         | Qianjin District                    |               |                               | Tumen–Jiamusi Railway Suihua–Jiamusi Railway Jiamusi–Fu'an Railway Harbin–Jiamusi intercity railway Mudanjiang–Jiamusi high-speed railway                                                                                                  |     |           |
| Lanzhou West railway station    | Qilihe District                     | China Railway | China Railway Lanzhou Group   | Lanzhou–Xinjiang Railway Lienjünkang–Lancsou-vasútvonal Lancsou–Ürümcsi nagysebességű vasútvonal Zhongchuan Railway Eurasia Continental Bridge Passageway                                                                                  |     |           |
| Luoyang Longmen railway station | Luolong District                    |               | China Railway Zhengzhou Group | Eurasia Continental Bridge Passageway |     |           |
| Peking Déli pályaudvar          | Fengtai District Dongcheng District | China Railway | Pekingi Vasúti Hivatal        | Peking–Sanghaj-vasútvonal Peking–Sanghaj nagysebességű vasútvonal Peking–Tiencsin nagysebességű vasútvonal |     |           |
| Peking Főpályaudvar             | Dongcheng District                  | China Railway | Pekingi Vasúti Hivatal        | Peking–Harbin-vasútvonal Peking–Sanghaj-vasútvonal Pekingi föld alatti várost keresztező vasútvonal Sub-Central line |     |           |
| Peking Nyugati pályaudvar       | Fengtai District                    | China Railway | Pekingi Vasúti Hivatal        | Beijingxi–Changyang Railway Peking–Kaulung-vasútvonal Peking–Kanton nagysebességű vasútvonal Pekingi föld alatti várost keresztező vasútvonal Sub-Central line                                                                             |     |           |
| Qiqihar railway station         | Tiefeng District                    |               | China Railway Harbin Group    | Siping-Qiqihar Railway Qiqihar–Bei'an Railway |     |           |
| Senjang déli vasútállomás       | Hunnan kerület                      | China Railway | China Railway Shenyang Group  | Harbin–Talien nagysebességű vasútvonal Shenyang–Dandong intercity railway |     |           |
| Shanhaiguan railway station     | Shanhaiguan District                |               | China Railway Shenyang Group  | Peking–Harbin-vasútvonal Tiencsin-Sanhajkuan-vasútvonal Shenyang–Shanhaiguan Railway |     |           |
| Shenyang North railway station  | Shenhe District                     | China Railway | China Railway Shenyang Group  | Peking–Harbin-vasútvonal Shenyang–Dalian Railway Shenyang-Jilin Railway Harbin–Talien nagysebességű vasútvonal |     |           |
| Tiencsin pályaudvar             | Hebei District                      | China Railway | Pekingi Vasúti Hivatal        | Tiencsin-Csinhuangtao nagysebességű vasútvonal Peking–Tiencsin nagysebességű vasútvonal Tiencsin-Sanhajkuan-vasútvonal |     |           |